# Tomburchus redondoensis
Tomburchus redondoensis är en musselart som först beskrevs av Burch 1941.  Tomburchus redondoensis ingår i släktet Tomburchus och familjen Lasaeidae. Inga underarter finns listade i Catalogue of Life.